# Open de Russie (badminton)
Pour le tournoi de golf, voir Open de Russie.
L'Open de Russie est un tournoi international annuel de badminton organisé en Russie depuis 1993. Il fait suite à l'URSS International, tournoi précédemment inscrit au calendrier mondial. Depuis 2007, il fait partie des tournois professionnels classés Grand Prix Gold par la BWF avant d'être rétrogradé en catégorie Grand Prix l'année suivante. En 2018, il intègre le nouveau circuit mondial BWF World Tour en catégorie Super 100.

## Palmarès
| Année               | Lieu        | Simple hommes           | Simple dames           | Double hommes                                 | Double dames                                       | Double mixte                             |
| ------------------- | ----------- | ----------------------- | ---------------------- | --------------------------------------------- | -------------------------------------------------- | ---------------------------------------- |
| BWF Grand Prix Gold |             |                         |                        |                                               |                                                    |                                          |
| 2007                | Moscou      | Lü Yi                   | Wang Yihan             | Kristof Hopp Ingo Kindervater                 | Du Jing Yu Yang                                    | Robert Mateusiak Nadieżda Kostiuczyk     |
| BWF Grand Prix      |             |                         |                        |                                               |                                                    |                                          |
| 2008                | Moscou      | Dicky Palyama           | Ella Diehl             | Vitalij Durkin Alexandr Nikolaenko            | Valeria Sorokina Nina Vislova                      | Alexandr Nikolaenko Valeria Sorokina     |
| 2009                | Vladivostok | Vladimir Malkov         | Ella Diehl             | Vladimir Ivanov Ivan Sozonov                  | Valeria Sorokina Nina Vislova                      | Vitalij Durkin Nina Vislova              |
| 2010                | Vladivostok | Takuma Ueda             | Ayane Kurihara         | Vladimir Ivanov Ivan Sozonov                  | Valeria Sorokina Nina Vislova                      | Alexandr Nikolaenko Valeria Sorokina     |
| 2011                | Vladivostok | Zhou Wenlong            | Lu Lan                 | Naoki Kawamae Shōji Satō                      | Valeria Sorokina Nina Vislova                      | Alexandr Nikolaenko Valeria Sorokina     |
| 2012                | Vladivostok | Kazumasa Sakai          | Yui Hashimoto          | Vladimir Ivanov Ivan Sozonov                  | Valeria Sorokina Nina Vislova                      | Alexandr Nikolaenko Valeria Sorokina     |
| 2013                | Vladivostok | Vladimir Ivanov         | Aya Ohori              | Vladimir Ivanov Ivan Sozonov                  | Anastasia Chervyakova Nina Vislova                 | Ivan Sozonov Tatjana Bibik               |
| 2014                | Vladivostok | Vladimir Ivanov         | Aya Ohori              | Kenta Kazuno Kazushi Yamada                   | Yuriko Miki Koharu Yonemoto                        | Ryota Taohata Misato Aratama             |
| 2015                | Vladivostok | Tommy Sugiarto          | Kristina Gavnholt      | Vladimir Ivanov Ivan Sozonov                  | Gabriela Stoeva Stefani Stoeva                     | Chan Peng Soon Goh Liu Ying              |
| 2016                | Vladivostok | Zulfadli Zulkiffli      | Gadde Ruthvika Shivani | Vladimir Ivanov Ivan Sozonov                  | Anastasia Chervyakova Olga Morozova                | Pranaav Chopra N. Sikki Reddy            |
| 2017                | Vladivostok | Sergey Sirant           | Evgeniya Kosetskaya    | Vladimir Ivanov Ivan Sozonov                  | Akane Araki Aoi Matsuda                            | Chan Peng Soon Cheah Yee See             |
| BWF Tour Super 100  |             |                         |                        |                                               |                                                    |                                          |
| 2018                | Vladivostok | Sourabh Verma           | Ho Yen Mei             | Mohamad Arif Abdul Latif Nur Mohd Azriyn Ayub | Chisato Hoshi Kie Nakanishi                        | Vladimir Ivanov Kim Min-kyung            |
| 2019                | Vladivostok | Shesar Hiren Rhustavito | Pai Yu-po              | Mathias Boe Mads Conrad-Petersen              | Ni Ketut Mahadewi Istirani Tania Oktaviani Kusumah | Adnan Maulana Mychelle Crhystine Bandaso |